# SN 2011ad
SN 2011ad – supernowa typu Ia odkryta 11 lutego 2011 roku w galaktyce A114600+4646. W momencie odkrycia miała maksymalną jasność 19,00m.